# 預防悖論
預防悖論（英語：Prevention Paradox）由流行病學家傑弗里·羅斯首次提出，是公共衛生領域中的一個重要概念。這一悖論闡明，針對低風險或中等風險群體採取的預防措施，儘管在整體人口層面上能夠帶來顯著健康效益，但在個體層面上卻可能顯得效果微小甚至難以察覺。這一觀點挑戰了人類對預防措施效益的傳統理解，並引發了廣泛的討論。

## 悖論本身
預防悖論的核心在於，針對低風險或中等風險群體採取的預防措施，通常比針對高風險個體的措施更能有效改善整體人口的健康狀況。這一觀點基於「預防醫學的基本公理」，即「暴露於小風險的大量人群可能比暴露於高風險的小量人群產生更多的疾病病例」。這意味著，為了在群體健康上取得最大的影響，必須找到降低大量人群風險的方法，即使這些人群中的大多數人並不會直接從中受益。
在傑弗里·羅斯的《預防醫學的策略》一書中，他指出，「大多數暴露於小風險的人群可能會比少數暴露於高風險的人群產生更多的疾病病例」。這意味著，針對整體人口的預防策略，通常比針對高風險個體的策略更能有效改善公共健康狀況。

## 歷史

### 希波克拉底與涂爾幹
預防悖論的歷史可以追溯到古希臘時期。希波克拉底認為，一個人口的健康狀況取決於空氣、水源和居住地。這一觀點在很長一段時間內處於休眠狀態，直到法國社會學家涂爾幹在19世紀末和20世紀初重新提出。他引入了「集體意識」的概念，強調群體層面的健康狀況，而不是僅僅關注個體。

### 傑弗里·羅斯
傑弗里·羅斯在20世紀80年代首次系統性地提出了預防悖論的概念。他在1985年的文章《病人和病人群體》（英語：Sick individuals and sick populations）中，首次闡述了這一悖論。羅斯認為，公共衛生策略應該著眼於控制整體人口的疾病發生率，而不是僅僅關注高風險個體。這一觀點得到許多公共衛生學者的認同，並成為現代預防醫學的重要理論基礎。

## 例子

### 降低鹽攝入量
一個經典的例子是降低鹽攝入量的公共衛生策略。研究表明，降低整個人口的鹽攝入量可以顯著降低高血壓和心血管疾病的發病率，即使對於低風險個體，這一改變的直接效益較小。然而，這種策略在整體上可以帶來顯著的公共健康收益。

### 降低總膽固醇水平
另一個例子是降低總膽固醇水平的策略。美國生理學家安塞爾·凱斯的研究顯示，日本和芬蘭的總膽固醇水平分佈顯著不同，這反映了群體層面的健康狀況差異。通過降低整體膽固醇水平，可以顯著改善心血管健康，即使對於許多個體來說，這一變化的效益並不明顯。

## 批評

### 個體權利與自主性
預防悖論的主要批評來自於其對個體權利和自主性的忽視。批評者認為，將整個人口視為需要干預的對象，可能會忽視個體的健康狀況和需求。有學者指出，這種視角可能導致對人類生活的過度醫療化，使得「健康」這一概念變得空洞，甚至成為政治口號。

### 分配正義
此外，預防悖論也引發了關於分配正義的討論。針對低風險人群的預防措施往往需要這些人承擔一定的不便或成本，而實際受益者卻是少數高風險個體。這種情況下，如何激勵低風險人群接受這些措施，成為公共衛生策略的一大挑戰。

## 哲學觀點

### 結果論與契約論
從哲學角度看，預防悖論涉及對公共衛生政策效益的不同理解。斯蒂芬·約翰在其論文中提出了兩種理解方式：「實際結果」和「事前風險」[3]。在實際結果的理解下，大多數人不會從預防措施中直接受益，這導致了分配正義的問題。而在事前風險的理解下，每個人都能從風險的微小減少中受益，這使得預防措施在整體上更為合理。
約翰主張，應該結合這兩種理解方式，並採用契約論的道德框架來補充結果論，以更好地解決預防悖論。他認為，公共衛生政策應該考慮每個個體的立場和訴求，而不僅僅是追求整體效益。

### 從契約論看預防悖論
契約論的觀點認為，政策只有在沒有任何一個受影響的個體能夠「合理拒絕」這些政策的情況下才是正當的。這意味著，政策制定者需要考慮每個個體的立場和訴求，特別是那些受政策影響最大的個體。
這種觀點下，預防悖論的解決方案可能涉及調整政策，使其更能被受影響的個體接受。例如，針對高風險個體的策略，儘管可能在整體上收益較低，但更能被這些個體接受，因為他們從中獲得的收益更大。

### 實際應用中的困難
儘管契約論提供了解決預防悖論的理論框架，但在實際應用中仍然面臨諸多困難。公共衛生政策往往需要在多個目標之間進行平衡，並且需要考慮政策的可行性和成本效益。
例如，在降低鹽攝入量的策略中，儘管降低整體鹽攝入量可以帶來顯著的健康收益，但如何激勵低風險個體接受這一改變仍然是一大挑戰。政策制定者可能需要採取多種措施，如宣傳教育、經濟激勵等，以提高政策的接受度。

## COVID-19 疫情期間的預防悖論
特別是在2020年的COVID-19大流行期間，「預防悖論」一詞被用來描述一種顯而易見的悖論：即人們質疑預防措施的必要性，因為預期中的大流行並未如預測般擴散。然而，這實際上是一個自我否定的預言，或稱為準備悖論。在德國，有病毒學家在接受採訪時談到了這一悖論，他指出，儘管德國的醫院並未被壓垮，但這是因為早期採取了廣泛的診斷和控制措施，將病毒的傳播速率控制在低水平。這些措施的成功導致了一些人認為反應過度，並製造了恢復正常的政治和經濟壓力。
病毒學家擔心，如果過早解除封鎖措施，可能會引發第二波疫情。他認為，這種情況是「預防悖論」（其實是準備悖論）的典型例子，人們未能認識到預防措施的有效性，因為這些措施成功地避免了最壞的情況。